# Nekrolog 1822
Nekrolog
◄◄
| ◄
| 1818
| 1819
| 1820
| 1821
| 1822 | 1823 | 1824 | 1825 | 1826 | ► | ►►
Weitere Ereignisse | Allgemeiner Nekrolog 1822
Die Beschreibung der verstorbenen Person sollte so kurz wie möglich gehalten sein und nur deren signifikante Tätigkeit(en) enthalten.
Neue Namen ggf. auch unter dem Geburts- und Sterbedatum, also etwa unter 1. Januar und im Geburts- und Sterbejahr (2024) eintragen (nur bei entsprechender großer Wichtigkeit). Für Beispiele siehe die schon vorhandenen Artikel.
Außerdem über die fünf zuletzt Verstorbenen, zu denen es einen ausreichend guten Artikel für eine Präsentation auf der Hauptseite gibt, nach der todesbedingten Überarbeitung der Artikel ggf. auch unter Wikipedia Diskussion:Hauptseite informieren und sie am besten auch in den anderen Wikipedia-Sprachversionen eintragen. Tipp: Regelmäßig bei news.google.de nach „ist tot“, „gestorben“ oder „verstorben“ suchen.
Wenn eine Person gestorben ist, gibt es viele Seiten zu dieser Person in der Wikipedia, die davon auch betroffen sind und entsprechend aktualisiert werden müssen. Beispiele: Namenübersichtsseite, Geburtsjahr, Geburtsort-Seiten und viele mehr.
Wie finde ich die betroffenen Seiten?
Im Suchfeld auf der linken Seite gibt man den Suchbegriff so ein: „Vorname Nachname“. Dann klickt man auf Volltext und alle Seiten mit entsprechendem Suchtext werden aufgerufen. Hier sieht man dann schnell, wo auch das Todesjahr Sinn macht oder sogar ein Teil des Artikels angepasst werden muss. Auch hilft das „Werkzeug“ auf der linken Seite sehr gut, um solche Seiten aufzufinden: „Links auf diese Seite“. Somit ist die Wikipedia wieder aktuell in allen Bereichen! Hinweis: bei Eintragung der Kategorie „Gestorben JAHR“ wird der Missbrauchsfilter 49 ausgelöst, was jedoch nicht schlimm ist. Siehe: Spezial:Missbrauchsfilter/49
Dies ist eine Liste von im Jahr 1822 verstorbenen bekannten Persönlichkeiten. Die Einträge erfolgen innerhalb der einzelnen Daten alphabetisch sortiert. Tiere sind im Nekrolog für Tiere zu finden.

## Januar
| Tag        | Name                                        | Beruf, bekannt als                                           | Alter | Beleg |
| ---------- | ------------------------------------------- | ------------------------------------------------------------ | ----- | ----- |
| 1. Januar  | Johann George Gotthelf Auen                 | preußischer Beamter                                          |       |       |
| 3. Januar  | Johann Christian von Mannlich               | deutscher Hofmaler und Generalbaudirektor                    | 80    |       |
| 5. Januar  | Albrecht Georg Walch                        | deutscher Pädagoge                                           | 85    |       |
| 6. Januar  | Karl August von Neuffer                     | württembergischer Generalmajor und Gesandter                 | 51    |       |
| 8. Januar  | Dithmar Huisman                             | niederländischer reformierter Theologe und Kirchenhistoriker | 57    |       |
| 10. Januar | Bathilde d’Orléans                          | französische Prinzessin                                      | 71    |       |
| 10. Januar | Barent Gardenier                            | US-amerikanischer Jurist und Politiker                       | 45    |       |
| 12. Januar | Johann Scheffer von Leonhardshoff           | österreichischer Maler, Nazarener                            | 26    |       |
| 12. Januar | Johann Gottlob Theaenus Schneider           | deutscher Altphilologe und Naturwissenschaftler              | 71    |       |
| 13. Januar | Friedrich Karl Ludwig von und zu Guttenberg | deutscher Gutsbesitzer und Polizeipräsident                  | 54    |       |
| 13. Januar | Jean-Georges Sieber                         | französischer Musikverleger deutscher Herkunft               | 83    |       |
| 14. Januar | Franz Kobell                                | Maler, Radierer und Zeichner                                 | 72    |       |
| 15. Januar | Christian Gottlieb Bergmann                 | deutscher Jurist und Bürgermeister von Zittau                | 87    |       |
| 16. Januar | Elisabeth Berenberg                         | deutsche Bankierin in Hamburg                                | 72    |       |
| 16. Januar | Georg Gottlieb Leberecht von Hardenberg     | deutscher Adliger, Geheimer Rat, Hofmarschall                | 89    |       |
| 19. Januar | James Garrard                               | US-amerikanischer Politiker                                  | 73    |       |
| 19. Januar | William Hindman                             | US-amerikanischer Politiker                                  | 78    |       |
| 20. Januar | Johann Christoph Erhard                     | deutscher Landschaftsmaler und Radierer                      | 26    |       |
| 21. Januar | Johann Michael Puchberg                     | österreichischer Tuchhändler und Freimaurer                  | 80    |       |
| 22. Januar | Silas Betton                                | US-amerikanischer Politiker                                  | 53    |       |
| 23. Januar | Conrad Johann Matthiessen                   | deutscher Kaufmann und Bankier                               | 70    |       |
| 31. Januar | Johann Christoph Maier                      | deutscher Theologe, Pfarrer, Schriftsteller                  | 64    |       |
| 31. Januar | Rudolf Schadow                              | deutscher Bildhauer                                          | 35    |       |

## Februar
| Tag         | Name                                                          | Beruf, bekannt als                                                                            | Alter | Beleg |
| ----------- | ------------------------------------------------------------- | --------------------------------------------------------------------------------------------- | ----- | ----- |
| 2. Februar  | Jean-Baptiste Davaux                                          | klassischer Komponist und Violinist                                                           | 79    |       |
| 4. Februar  | Jean-Baptiste-Cyrus-Marie-Adélaïde de Timbrune de Thiembronne | französischer General                                                                         | 64    |       |
| 5. Februar  | Joseph Marius von Babo                                        | deutscher Schriftsteller                                                                      | 66    |       |
| 5. Februar  | Jeremiah B. Howell                                            | US-amerikanischer Politiker                                                                   | 50    |       |
| 5. Februar  | Georg Heinrich Gerhard Spiel                                  | deutscher Jurist, Beamter, Historiker, Autor und Herausgeber                                  | 35    |       |
| 5. Februar  | Tepedelenli Ali Pascha                                        | albanischer Großgrundbesitzer und osmanischer Pascha                                          |       |       |
| 10. Februar | Albert Kasimir von Sachsen-Teschen                            | sächsischer Herzog und Kunstmäzen                                                             | 83    |       |
| 11. Februar | Jean Noël Hallé                                               | französischer Arzt                                                                            | 68    |       |
| 12. Februar | Gottfried von Goos                                            | bayerischer Offizier, Ritter des Max-Joseph-Ordens                                            | 45    |       |
| 15. Februar | Pierce Butler                                                 | US-amerikanischer Politiker                                                                   | 77    |       |
| 16. Februar | Andreas Ubhauser                                              | deutscher Orgelbauer                                                                          |       |       |
| 18. Februar | Christian Hermann Schöne                                      | deutscher Jurist und Bremer Bürgermeister                                                     | 59    |       |
| 19. Februar | Christian Gottfried Friedrich Assmann                         | deutscher Ökonomie- und Wirtschaftswissenschaftler                                            | 69    |       |
| 21. Februar | Daniel Georg Neugeboren                                       | evangelischer Bischof in Siebenbürgen                                                         | 62    |       |
| 22. Februar | Johann Ignaz Walter                                           | deutscher Sänger und Komponist böhmischer Herkunft                                            | 66    |       |
| 23. Februar | Johann Matthäus Bechstein                                     | deutscher Naturforscher, Forstwissenschaftler und Ornithologe                                 | 64    |       |
| 24. Februar | Friedrich Johann Jacobsen                                     | deutscher Jurist und Autor                                                                    | 47    |       |
| 24. Februar | Friedrich zu Solms-Laubach                                    | Reichshofrat und preußischer Oberpräsident                                                    | 52    |       |
| 25. Februar | Ludolf August Friedrich von Alvensleben                       | preußischer Generalmajor, Kommandant der Festung Glatz und Inspektor der schlesischen Truppen | 78    |       |
| 25. Februar | Peter Friedrich Christian von Borcke                          | preußischer Generalmajor                                                                      | 54    |       |
| 25. Februar | William Pinkney                                               | US-amerikanischer Politiker, Senator und Justizminister                                       | 57    |       |
| 26. Februar | James Whitehill                                               | US-amerikanischer Politiker                                                                   | 60    |       |
| 27. Februar | Joseph von Leithner                                           | Bergbauingenieur während der Habsburgermonarchie                                              |       |       |
| 27. Februar | Shikitei Samba                                                | japanischer Schriftsteller                                                                    |       |       |
| 28. Februar | Herrmann Friedrich David Bauer                                | preußischer Jurist und Beamter                                                                |       |       |

## März
| Tag      | Name                                | Beruf, bekannt als                                                      | Alter | Beleg |
| -------- | ----------------------------------- | ----------------------------------------------------------------------- | ----- | ----- |
| 2. März  | Friedrich Christian Hermann Uber    | deutscher Komponist und Kreuzkantor                                     | 40    |       |
| 3. März  | Michele Belli                       | italienischer Geistlicher, Kurienbischof                                | 68    |       |
| 3. März  | Franz Anton von Zauner              | österreichischer Bildhauer                                              | 75    |       |
| 4. März  | Anton Anreith                       | deutsch-südafrikanischer Bildhauer                                      | 67    |       |
| 5. März  | Jakob Sprecher von Bernegg          | niederländischer Generalmajor                                           | 65    |       |
| 6. März  | Philipp Andreas Nemnich             | deutscher Lexikograf, Publizist und Jurist                              | 58    |       |
| 7. März  | Carlo Canobbio                      | italienischer Komponist und Geiger                                      |       |       |
| 7. März  | Ernst Friedrich Frank               | deutscher lutherischer Theologe                                         | 82    |       |
| 8. März  | Gottlieb Joseph von Manteuffel      | Kämmerer                                                                | 85    |       |
| 9. März  | Edward Daniel Clarke                | englischer Mineraloge und Naturforscher                                 | 52    |       |
| 9. März  | Caleb Hillier Parry                 | englischer Mediziner                                                    | 66    |       |
| 9. März  | Nathaniel Smith                     | US-amerikanischer Politiker                                             | 60    |       |
| 14. März | Karl Schlösser                      | Bürgermeister in Elberfeld                                              |       |       |
| 15. März | Anton Adner                         | bayerischer Holzwarenhersteller und -händler, einer der ältesten Bayern |       |       |
| 15. März | Friedrich Albert Lessel             | polnischer Architekt                                                    |       |       |
| 16. März | Jeanne Louise Henriette Campan      | erste Hofdame Marie Antoinettes                                         | 69    |       |
| 17. März | Moritz von Dycke                    | schwedischer General der Kavallerie, Gutsbesitzer auf Rügen             | 84    |       |
| 19. März | Johann Ludwig Ewald                 | Theologe, Pädagoge und Schriftsteller                                   | 73    |       |
| 19. März | Francesco Fontana                   | italienischer Kardinal                                                  | 71    |       |
| 19. März | Valentin Haüy                       | französischer Blindenpädagoge                                           | 76    |       |
| 19. März | Józef Wybicki                       | polnischer Politiker und Schriftsteller                                 | 74    |       |
| 21. März | Friedrich Christian Matthiä         | deutscher Pädagoge und Altphilologe, wissenschaftlicher Autor           | 58    |       |
| 21. März | Pierre Picot                        | Schweizer evangelischer Geistlicher und Hochschullehrer                 | 76    |       |
| 22. März | Joseph von Lassolaye                | deutscher Kreisdirektor und Staatsrat                                   | 75    |       |
| 24. März | Johann Christian Quandt der Jüngere | herrnhutischer Geistlicher                                              | 88    |       |
| 25. März | Lebrecht Landauer                   | Oberbürgermeister der Stadt Heilbronn                                   | 42    |       |
| 25. März | Friedrich Benjamin Osiander         | deutscher Arzt für Geburtshilfe                                         | 63    |       |
| 26. März | Theodor von Grotthuß                | deutsch-baltischer Chemiker                                             | 37    |       |
| 28. März | Rudolph Zacharias Becker            | deutscher Autor, Aufklärer und Theologe                                 | 69    |       |
| 29. März | Johann Wilhelm Häßler               | deutscher Komponist und Organist                                        | 75    |       |
| 29. März | Jesse Root                          | US-amerikanischer Politiker                                             | 85    |       |
| 31. März | Leonhard Johann Bertholdt           | deutsche evangelischer Theologe und Hochschullehrer                     | 47    |       |

## April
| Tag       | Name                                              | Beruf, bekannt als                                                                                     | Alter | Beleg |
| --------- | ------------------------------------------------- | --- | ----- | ----- |
| 3. April  | Friedrich Justin Bertuch                          | deutscher Verleger und Mäzen                                                                           | 74    |       |
| 3. April  | Jean Baptiste Édouard Du Puy                      | Geiger, Sänger, Dirigent und Komponist                                                                 |       |       |
| 7. April  | Charlotte Christine Wilhelmine von Gilsa          | Äbtissin des Stiftes Wallenstein zu Homberg                                                            | 70    |       |
| 7. April  | Platon Alexandrowitsch Subow                      | russischer Politiker                                                                                   | 54    |       |
| 10. April | Antoine-Joseph-Eulalie de Beaumont d’Autichamp    | französischer General                                                                                  | 77    |       |
| 10. April | John Gibson                                       | Gouverneur von Indiana                                                                                 |       |       |
| 10. April | Benjamin G. Orr                                   | US-amerikanischer Politiker                                                                            |       |       |
| 11. April | Friedrich Wilhelm Hermann                         | deutscher Jurist und Bürgermeister von Dresden                                                         |       |       |
| 11. April | Alphons Pfyffer                                   | Schweizer Politiker                                                                                    | 68    |       |
| 12. April | Carlo Benigni                                     | italienischer römisch-katholischer Geistlicher und Bischof von Terni                                   | 76    |       |
| 13. April | Christian Nietner                                 | Königlicher Hofgärtner                                                                                 | 65    |       |
| 14. April | Friedrich von Hartenberg                          | Student und Hochstapler, Betrüger von Johannes von Müller                                              |       |       |
| 14. April | Friedrich Ernst Jester                            | deutscher Forstmann und Schriftsteller                                                                 | 78    |       |
| 15. April | Alexius Vincenz Parizek                           | tschechischer katholischer Geistlicher und Dominikaner, Pädagoge, Schriftsteller, Musiker und Zeichner | 73    |       |
| 16. April | John Collins                                      | US-amerikanischer Politiker                                                                            | 46    |       |
| 16. April | Dmitri Grigorjewitsch Lewizki                     | russischer Maler                                                                                       | 86    |       |
| 16. April | Allan B. Magruder                                 | US-amerikanischer Politiker                                                                            |       |       |
| 18. April | Johann August Giesel                              | deutscher Architekt und Hofbaumeister                                                                  | 71    |       |
| 19. April | Franz II. Xaver von Salm-Reifferscheidt-Krautheim | Fürstbischof von Gurk, Kardinal                                                                        | 73    |       |
| 19. April | Adam Storck                                       | deutscher Pädagoge und Historiker                                                                      | 41    |       |
| 20. April | Wilhelm Sello                                     | Königlicher Planteur in Potsdam-Sanssouci                                                              | 65    |       |
| 22. April | William Jones                                     | US-amerikanischer Politiker                                                                            | 68    |       |
| 25. April | Friedrich Wilhelm Ludwig von Krusemarck           | preußischer Offizier, zuletzt Generalleutnant sowie Gesandter                                          | 55    |       |
| 28. April | Friedrich Christian Laukhard                      | deutscher Schriftsteller                                                                               | 64    |       |
| 29. April | Herman Tollius                                    | niederländischer Philologe, Historiker und Jurist                                                      | 80    |       |
| April     | Juan de la Cruz Mourgeon y Achet                  | spanischer Offizier und Kolonialverwalter                                                              |       |       |

## Mai
| Tag     | Name                                                  | Beruf, bekannt als | Alter | Beleg |
| ------- | ----------------------------------------------------- | --- | ----- | ----- |
| 1. Mai  | Thomas Frauenlob                                      | Glockengießer | 66    |       |
| 1. Mai  | Thomas Hoy                                            | englischer Gärtner |       |       |
| 5. Mai  | Thomas P. Carnes                                      | US-amerikanischer Politiker |       |       |
| 5. Mai  | Schack Hermann Ewald                                  | deutscher Hofbeamter und Publizist | 77    |       |
| 5. Mai  | Thomas Truxtun                                        | US-amerikanischer Marine-Offizier | 67    |       |
| 6. Mai  | William Stuart                                        | Bischof von St Davids und Erzbischof von Armagh                                                                                                 | 67    |       |
| 7. Mai  | Johann Emanuel Samuel Uhlig                           | deutscher Strumpfwirker | 73    |       |
| 8. Mai  | John Stark                                            | US-amerikanischer General im Amerikanischen Unabhängigkeitskrieg                                                                                | 93    |       |
| 9. Mai  | Johann Peter Bachem                                   | deutscher Verleger | 37    |       |
| 9. Mai  | George Adam Horrer                                    | deutscher lutherischer Theologe und Kirchenlieddichter                                                                                          | 67    |       |
| 10. Mai | Paolo Ruffini                                         | italienischer Mathematiker und Philosoph | 56    |       |
| 10. Mai | Roch-Ambroise Cucurron Sicard                         | französischer Geistlicher und Taubstummen-Lehrer                                                                                                |       |       |
| 14. Mai | Moritz von Prittwitz                                  | preußischer Generalleutnant und Gutsbesitzer | 74    |       |
| 14. Mai | Friedrich August von Rudloff                          | mecklenburgischer Regierungsbeamter und Historiker                                                                                              | 71    |       |
| 14. Mai | James Tilton                                          | US-amerikanischer Arzt und Politiker | 76    |       |
| 16. Mai | Bonaventura Andres                                    | deutscher Ordensgeistlicher, Pädagoge, Hochschullehrer und Autor                                                                                | 78    |       |
| 16. Mai | Carl Lang                                             | deutscher Schriftsteller, Pädagoge und Kupferstecher                                                                                            | 55    |       |
| 17. Mai | August                                                | Herzog von Sachsen-Gotha-Altenburg | 49    |       |
| 17. Mai | Armand Emmanuel du Plessis, duc de Richelieu          | Graf von Chinon und (seit 1791) 5. Herzog von Fronsac, 5. Herzog von Richelieu und Pair von Frankreich, französischer und russischer Staatsmann | 55    |       |
| 20. Mai | Johann Ludewig Engelhard Brinckmann                   | deutscher Förster und Waldvogt |       |       |
| 20. Mai | Otto Fabricius                                        | dänischer Geistlicher, Zoologe und Sprachforscher                                                                                               | 78    |       |
| 21. Mai | Cölestin August Just                                  | sächsischer und preußischer Beamter | 71    |       |
| 22. Mai | Charles Lefebvre-Desnouettes                          | französischer Divisionsgeneral der Kavallerie                                                                                                   | 48    |       |
| 24. Mai | Christoph Ferdinand Rudolf von Kittlitz und Ottendorf | preußischer Landrat | 70    |       |
| 24. Mai | James Overstreet                                      | US-amerikanischer Politiker | 49    |       |
| 25. Mai | Christos Palaskas                                     | griechischer Freiheitskämpfer |       |       |

## Juni
| Tag      | Name                                     | Beruf, bekannt als | Alter | Beleg |
| -------- | ---------------------------------------- | --- | ----- | ----- |
| 2. Juni  | Lorenzo Cardella                         | italienischer Kirchenrechtler und -historiker                                                                         | 87    |       |
| 3. Juni  | Karl Friedrich Reinhard von Gemmingen    | brandenburg-ansbachischer Minister, Ritterhauptmann des Ritterkanton Odenwald, Generaldirektor der Reichsritterschaft | 83    |       |
| 3. Juni  | René-Just Haüy                           | französischer Mineraloge                                                                                              | 79    |       |
| 5. Juni  | Stephen Kemble                           | britischer Schauspieler                                                                                               |       |       |
| 5. Juni  | Abundus Kuntschak                        | österreichischer Geistlicher                                                                                          | 68    |       |
| 6. Juni  | Carl May                                 | deutscher Phelloplastiker (Korkschnitzer)                                                                             | 75    |       |
| 6. Juni  | Nasuhzade Ali Pascha                     | Großadmiral der osmanischen Marine                                                                                    |       |       |
| 7. Juni  | Abdón Calderón                           | Held im Unabhängigkeitskampf Ecuadors gegen Spanien                                                                   | 17    |       |
| 9. Juni  | Johann Friedrich Frauenholz              | deutscher Kunstsammler, Kunsthändler und -verleger in Nürnberg                                                        | 63    |       |
| 13. Juni | Sylvain Meinrad Xavier de Golbéry        | französischer Geograf und Schriftsteller                                                                              | 79    |       |
| 15. Juni | Andreas Ludwig Krüger                    | deutscher Architekt und Kupferstecher                                                                                 | 79    |       |
| 20. Juni | Johann Christoph Sachse                  | deutscher Schriftsteller und Bibliotheksdiener unter Goethe                                                           | 59    |       |
| 20. Juni | Eugen Friedrich Heinrich von Württemberg | Herzog von Württemberg                                                                                                | 63    |       |
| 25. Juni | E. T. A. Hoffmann                        | deutscher Schriftsteller der Romantik, Jurist, Komponist, Musikkritiker, Zeichner und Karikaturist                    | 46    |       |
| 28. Juni | Ludwig von Vogelsang                     | k.k. Feldzeugmeister                                                                                                  | 73    |       |
| 28. Juni | Christian Ludwig von Winning             | preußischer General der Infanterie und zuletzt Chef des Regiments Winning zu Fuß                                      | 86    |       |
| 29. Juni | Johann Christian Gottlieb Wernsdorf      | deutscher Hochschullehrer und Philosoph                                                                               | 66    |       |
| 30. Juni | Johann Goercke                           | preußischer Militärarzt und Chirurg                                                                                   | 72    |       |
| 30. Juni | Josiah Masters                           | US-amerikanischer Jurist und Politiker                                                                                | 58    |       |

## Juli
| Tag      | Name                                  | Beruf, bekannt als                                                                   | Alter | Beleg |
| -------- | ------------------------------------- | ------------------------------------------------------------------------------------ | ----- | ----- |
| 2. Juli  | Denmark Vesey                         | afroamerikanischer Sklave und Freiheitskämpfer                                       |       |       |
| 3. Juli  | Johann Valentin Ebbeke                | Heilbronner Papierfabrikant, Vorgänger von Gustav Schaeuffelen                       | 46    |       |
| 5. Juli  | Gustaf Diedrich Taube von Odenkat     | schwedischer Graf, Rittmeister                                                       | 61    |       |
| 6. Juli  | Johanna Elisabeth Arondeus            | niederländische Schauspielerin                                                       | 46    |       |
| 6. Juli  | Anton Christoph von Wickede           | deutscher Gutsbesitzer, Verwaltungs- und Hofbeamter                                  | 49    |       |
| 7. Juli  | Friedrich Gottlob Endler              | deutscher Kupferstecher                                                              | 59    |       |
| 8. Juli  | Percy Bysshe Shelley                  | englischer Schriftsteller                                                            | 29    |       |
| 8. Juli  | Edward Ellerker Williams              | britischer Kolonialoffizier, Tagebuchautor und Freund von Percy Bysshe Shelley       | 29    |       |
| 10. Juli | Heinrich LI.                          | Fürst Reuß zu Ebersdorf                                                              | 61    |       |
| 11. Juli | Thomas Moore                          | US-amerikanischer Politiker                                                          |       |       |
| 14. Juli | István Fischer de Nagy                | Bischof der römisch-katholischen Kirche von Satu Mare (Sathmar, Erzbischof von Eger) | 67    |       |
| 14. Juli | Johann Gerhard Hofmann                | Handelsmann und Politiker                                                            | 65    |       |
| 14. Juli | Ludwig von Wildungen                  | deutscher Forstmann und Schriftsteller                                               | 68    |       |
| 15. Juli | Carl August Schmid                    | deutscher Naturforscher und Geistlicher                                              | 54    |       |
| 19. Juli | Karl Espenberg                        | deutsch-baltischer Arzt, Forscher und Entdeckungsreisender                           | 60    |       |
| 19. Juli | Ludwig Mentze                         | deutscher Jurist und Ratsherr                                                        | 66    |       |
| 19. Juli | Johann Gottlob Werner                 | deutscher Musikdirektor, Organist, Kantor und Komponist                              | 44    |       |
| 19. Juli | Burchard Heinrich von Wichmann        | livländischer Schriftsteller                                                         | 35    |       |
| 21. Juli | Elisabeth zu Fürstenberg              | Kämpferin für die Privilegien der mediatisierten Reichsstände                        | 54    |       |
| 22. Juli | Johann Christoph Schröther der Ältere | deutscher Orgelbauer                                                                 | 74    |       |
| 23. Juli | Hieronymus von Colloredo-Mansfeld     | österreichischer General in den Koalitionskriegen                                    | 47    |       |
| 25. Juli | Ignaz Cornova                         | italienischer Priester, Historiker, Pädagoge und Dichter                             | 82    |       |
| 26. Juli | Basilius von Ramdohr                  | deutscher Jurist, Journalist und Diplomat                                            | 65    |       |
| 31. Juli | William Widgery                       | US-amerikanischer Politiker                                                          |       |       |
| Juli     | Amand Vanderhagen                     | Klarinettist, Komponist und Musikpädagoge                                            |       |       |

## August
| Tag        | Name                                       | Beruf, bekannt als                                                                          | Alter | Beleg |
| ---------- | ------------------------------------------ | ------------------------------------------------------------------------------------------- | ----- | ----- |
| 1. August  | Matthew Lyon                               | US-amerikanischer Politiker                                                                 | 73    |       |
| 4. August  | Claus Dethloff von Oertzen                 | deutscher Oberhauptmann, Verwaltungsbeamter, Parlamentarier und Geheimer Rat                | 86    |       |
| 4. August  | Kristian Jaak Peterson                     | estnischer Dichter                                                                          | 21    |       |
| 5. August  | Pierre François Xavier Bouchard            | französischer Offizier, Entdecker des Steins von Rosetta                                    | 50    |       |
| 6. August  | August Friedrich Erdmann von Krafft        | preußischer Generalleutnant, Chef des Dragonerregiments Nr. 11                              | 74    |       |
| 7. August  | Rudolf Kleiner                             | deutscher Verwaltungsjurist                                                                 | 64    |       |
| 7. August  | Johann Jacob Röchling                      | Kaufmann, Bürgermeister                                                                     | 76    |       |
| 8. August  | William Logan                              | US-amerikanischer Politiker                                                                 | 45    |       |
| 12. August | Robert Stewart, 2. Marquess of Londonderry | englischer Staatsmann                                                                       | 53    |       |
| 13. August | Jean-Robert Argand                         | Mathematiker                                                                                | 54    |       |
| 14. August | Carl Franz von Ballestrem                  | Majoratsbesitzer und Unternehmer                                                            | 72    |       |
| 14. August | James Dickson                              | britischer Gärtner, Botaniker und Mykologe                                                  |       |       |
| 15. August | Domenico Buttaoni                          | italienischer Geistlicher und Bischof von Fabriano e Matelica                               | 65    |       |
| 15. August | Johann Hermann Joseph von Caspars zu Weiss | General- und Kapitularvikar des Erzbistums Köln                                             | 78    |       |
| 16. August | Adam von Aretin                            | bayerischer Politiker                                                                       | 52    |       |
| 17. August | John Love                                  | US-amerikanischer Politiker                                                                 |       |       |
| 19. August | Jean-Baptiste Joseph Delambre              | französischer Astronom                                                                      | 72    |       |
| 19. August | Thomas Van Swearingen                      | US-amerikanischer Politiker                                                                 | 38    |       |
| 20. August | Christian Kausler                          | württembergischer Oberamtmann                                                               | 60    |       |
| 20. August | Christian Friedrich Christoph Steltzer     | königlich-preußischer Kriegs- und Domänenrat, Syndikus und letzter Stadtpräsident von Halle | 83    |       |
| 21. August | Paul Fearing                               | US-amerikanischer Politiker (Föderalistische Partei)                                        | 60    |       |
| 22. August | Nikolaus Heinrich Brehmer                  | deutscher Mediziner und Privatgelehrter                                                     | 57    |       |
| 25. August | Wilhelm Herschel                           | deutsch-britischer Astronom, Musiker und Komponist                                          | 83    |       |
| 26. August | Johann Heinrich Gelbke                     | deutscher Historiker und Verwaltungsbeamter                                                 | 76    |       |
| 31. August | Nicola Riganti                             | italienischer Geistlicher, Bischof von Ancona und Kardinal                                  | 78    |       |

## September
| Tag           | Name                              | Beruf, bekannt als                                                                                               | Alter | Beleg |
| ------------- | --------------------------------- | --- | ----- | ----- |
| 2. September  | Abbondio Bernasconi               | Schweizer Politiker                                                                                              | 65    |       |
| 4. September  | Wenzel Joseph von Colloredo       | österreichischer Feldmarschall                                                                                   | 83    |       |
| 7. September  | Joseph Jean-Baptiste Albert       | französischer Divisionsgeneral der Infanterie                                                                    | 51    |       |
| 8. September  | Joseph Karl Ambrosch              | tschechischer Tenor und Komponist                                                                                | 63    |       |
| 9. September  | Johann Franz d’Escars du Peyrusse | preußischer Generalmajor, französischer Generalleutnant, Oberhofmarschall des französischen Königs Ludwig XVIII. | 74    |       |
| 11. September | Bernhard Greuter                  | Schweizer Unternehmer, Sozialreformer und Politiker                                                              | 77    |       |
| 12. September | Christian Carl Gambs              | deutscher Theologe und Prediger                                                                                  | 63    |       |
| 15. September | Joseph Schöpf                     | österreichischer Maler                                                                                           | 77    |       |
| 17. September | Louise Brachmann                  | deutsche Schriftstellerin                                                                                        | 45    |       |
| 24. September | Achille Etna Michallon            | französischer Maler                                                                                              | 25    |       |
| 25. September | John Henry Bowen                  | US-amerikanischer Politiker                                                                                      |       |       |
| 25. September | Erik Nissen Viborg                | dänischer Tierarzt und Botaniker                                                                                 | 63    |       |
| 25. September | Jenkin Whiteside                  | US-amerikanischer Politiker                                                                                      |       |       |
| 26. September | Giulio Gabrielli der Jüngere      | italienischer Kardinal, Kardinalstaatssekretär                                                                   | 74    |       |
| 27. September | Johann Gotthelf Leberecht Abel    | deutscher Arzt und Kunstsammler                                                                                  | 72    |       |
| 27. September | Johann August Heinrich            | deutscher Maler                                                                                                  | 28    |       |
| 28. September | Michael Wutky                     | österreichischer Maler                                                                                           |       |       |

## Oktober
| Tag         | Name                                   | Beruf, bekannt als                                                                                | Alter | Beleg |
| ----------- | -------------------------------------- | ------------------------------------------------------------------------------------------------- | ----- | ----- |
| 1. Oktober  | Antoinette Campi                       | polnische Opernsängerin                                                                           | 48    |       |
| 1. Oktober  | Dietrich Joachim Theodor Cunze         | deutscher evangelischer Geistlicher, Pädagoge und Historiker                                      | 62    |       |
| 2. Oktober  | Carl Anton von Arnstedt                | preußischer Gutsherr und Beamter                                                                  | 71    |       |
| 2. Oktober  | Pedro Agar y Bustillo                  | spanischer Marineoffizier und Regent im Befreiungskrieg gegen Napoleon                            | 59    |       |
| 2. Oktober  | Evan Nepean                            | britischer Kolonialbeamter und Politiker                                                          | 71    |       |
| 3. Oktober  | François Peyrard                       | französischer Übersetzer, Bibliothekar und Gelehrter                                              | 62    |       |
| 3. Oktober  | Stephan von Stengel                    | pfälzisch-bayerischer Aufklärer, liberaler Finanz- und Wirtschaftsfachmann, Radierer und Zeichner | 71    |       |
| 5. Oktober  | Jean-Baptiste Berton                   | französischer General                                                                             | 53    |       |
| 6. Oktober  | Eligius Fromentin                      | US-amerikanischer römisch-katholischer Priester; US-Senator von Louisiana                         |       |       |
| 7. Oktober  | Liborius Diederich Post                | Bremer Archivar, Senator und Bürgermeister                                                        | 85    |       |
| 8. Oktober  | William Dandridge Peck                 | US-amerikanischer Botaniker und Zoologe                                                           | 59    |       |
| 9. Oktober  | Richard Earlom                         | englischer Kupferstecher                                                                          | 79    |       |
| 10. Oktober | Benjamin Stephenson                    | US-amerikanischer Politiker                                                                       |       |       |
| 13. Oktober | Antonio Canova                         | italienischer Bildhauer des Klassizismus                                                          | 64    |       |
| 13. Oktober | Karl Friedrich Heinrich von der Goltz  | preußischer Generalleutnant und Gesandter                                                         | 47    |       |
| 16. Oktober | Johann Anton Lammersdorf               | deutscher Hofmedicus, Vorsitzender der Naturhistorischen Gesellschaft Hannover                    | 63    |       |
| 17. Oktober | Rochus Dedler                          | deutscher Komponist                                                                               | 43    |       |
| 17. Oktober | Ludwig Worman                          | US-amerikanischer Politiker                                                                       |       |       |
| 17. Oktober | Joseph Zweyer von Evenbach             | Landkomtur des Deutschen Ordens                                                                   | 75    |       |
| 18. Oktober | Johann Elias Olfermann                 | braunschweigischer Generalmajor                                                                   | 46    |       |
| 18. Oktober | James Sykes                            | US-amerikanischer Politiker                                                                       | 61    |       |
| 19. Oktober | Auguste Philippe von Croÿ              | französischer Militär                                                                             | 56    |       |
| 19. Oktober | Alexander Marcet                       | schweizerisch-britischer Chemiker und Arzt                                                        | 52    |       |
| 19. Oktober | Jona Willem te Water                   | niederländischer reformierter Theologe und Historiker                                             | 81    |       |
| 20. Oktober | Karl Stadler                           | Schweizer Abt der Benediktiner und Bibliothekar                                                   | 65    |       |
| 20. Oktober | Heinrich Voß                           | deutscher Klassischer Philologe und Übersetzer                                                    | 42    |       |
| 21. Oktober | Johann Ferdinand Friedrich Emperius    | deutscher Hochschullehrer, Museumsdirektor und Braunschweiger Hofrat                              | 63    |       |
| 21. Oktober | Archibald Henderson                    | US-amerikanischer Politiker                                                                       | 54    |       |
| 22. Oktober | Carl Johann von Numers                 | russischer Oberstleutnant, Landrat und Landmarschall von Livland                                  | 65    |       |
| 24. Oktober | Thomas Boude                           | US-amerikanischer Politiker                                                                       | 70    |       |
| 24. Oktober | Leopold Alexander von Wartensleben     | preußischer Generalleutnant, Chef des Regiments Nr. 59, Gouverneur des Festung Erfurt             | 76    |       |
| 25. Oktober | Antal Csermák                          | ungarischer Komponist und Violinist                                                               |       |       |
| 25. Oktober | James Sowerby                          | britischer Naturforscher, Zoologe und Maler                                                       | 65    |       |
| 27. Oktober | Ernst Friedrich Otto von Bonin         | preußischer Generalleutnant                                                                       | 61    |       |
| 27. Oktober | William Lowndes                        | US-amerikanischer Politiker                                                                       | 40    |       |
| 27. Oktober | Christian Friedrich Gottlieb Schwencke | deutscher Komponist, Pianist und Herausgeber musikalischer Werke                                  | 55    |       |
| 29. Oktober | August Leopold von der Goltz           | preußischer Landrat und Landesdirektor                                                            | 72    |       |
| 29. Oktober | Dirk van Hogendorp                     | niederländischer General und Staatsmann                                                           | 61    |       |
| 31. Oktober | Jared Ingersoll                        | nordamerikanischer Politiker und Jurist                                                           | 73    |       |
| 31. Oktober | Peter Puget                            | Offizier der Royal Navy                                                                           |       |       |

## November
| Tag          | Name                                  | Beruf, bekannt als                                                 | Alter | Beleg |
| ------------ | ------------------------------------- | ------------------------------------------------------------------ | ----- | ----- |
| 2. November  | Ferdinand Ochsenheimer                | deutscher Schauspieler und Lepidopterologe (Schmetterlingskundler) | 55    |       |
| 3. November  | Johann Georg Wieninger                | bayerischer Bierbrauer und Kaufmann                                | 48    |       |
| 6. November  | Claude-Louis Berthollet               | französischer Chemiker und Arzt                                    | 73    |       |
| 8. November  | Johann August von Eckenbrecher        | preußischer Generalmajor der Artillerie                            | 79    |       |
| 10. November | Christian Friedrich von Schnurrer     | deutscher Theologe                                                 | 80    |       |
| 11. November | James Morgan                          | US-amerikanischer Politiker                                        | 65    |       |
| 13. November | John Richards                         | US-amerikanischer Politiker                                        | 69    |       |
| 14. November | Samuel Goode                          | US-amerikanischer Politiker                                        | 66    |       |
| 15. November | Franz Carl Hiemer                     | deutscher Maler, Librettist und Schauspieler                       | 54    |       |
| 15. November | Karl von Normann-Ehrenfels            | württembergischer Generalmajor und Philhellene                     | 38    |       |
| 16. November | David Meriwether                      | US-amerikanischer Politiker                                        | 67    |       |
| 17. November | Francesco Gianni                      | italienischer Improvisator                                         |       |       |
| 17. November | Joaquim Machado de Castro             | portugiesischer Bildhauer                                          | 91    |       |
| 18. November | George K. Jackson                     | US-amerikanischer Komponist                                        |       |       |
| 18. November | Anton Teyber                          | österreichischer Komponist                                         | 66    |       |
| 19. November | Heinrich Maria Graf                   | deutscher römisch-katholischer Geistlicher und Politiker           | 64    |       |
| 19. November | Manuel Fernandes Tomás                | portugiesischer Jurist und Staatsmann                              | 51    |       |
| 19. November | Johann Georg Tralles                  | Mathematiker und Physiker                                          | 59    |       |
| 21. November | Georg August zu Ysenburg und Büdingen | königlich bayerischer General                                      | 81    |       |
| 22. November | Johann Ludwig Alexander von Laudon    | österreichischer Feldmarschallleutnant                             |       |       |
| 23. November | Paul von Mezanelli                    | bayerischer Generalmajor                                           |       |       |
| 26. November | Karl August von Hardenberg            | preußischer Staatsmann                                             | 72    |       |
| 27. November | John Drayton                          | US-amerikanischer Politiker                                        | 56    |       |
| 27. November | Johann Baptist Henneberg              | österreichischer Komponist, Pianist, Organist und Kapellmeister    | 53    |       |
| 28. November | Johanna Henriette de Bombelles        | zweite Ehefrau von Landgraf Konstantin von Hessen-Rotenburg        | 71    |       |
| 28. November | Bartolomé Hidalgo                     | argentinischer Dichter                                             | 34    |       |
| 28. November | Francisco Antonio Zea                 | kolumbianischer Botaniker und Politiker                            | 52    |       |
| 30. November | Anton Christian von Strampff          | preußischer Generalleutnant                                        | 68    |       |

## Dezember
| Tag          | Name                                     | Beruf, bekannt als                                                               | Alter | Beleg |
| ------------ | ---------------------------------------- | -------------------------------------------------------------------------------- | ----- | ----- |
| 2. Dezember  | Bernhard Albrecht                        | österreichischer Maler                                                           | 63    |       |
| 4. Dezember  | Gottfried Eitel Ludwig von Humbracht     | österreichischer Feldmarschallleutnant                                           | 92    |       |
| 4. Dezember  | Aegidius Jais                            | deutscher Theologe und Benediktinerpater                                         | 72    |       |
| 4. Dezember  | Johann Baptist Quanz                     | deutscher römisch-katholischer Priester und Wohltäter                            | 81    |       |
| 4. Dezember  | Friedrich von Schlichtegroll             | deutscher Philologe, Numismatiker, Archäologe und erster Biograph von Mozart     | 56    |       |
| 7. Dezember  | Franz Josef Waitzenegger                 | österreichischer katholischer Theologe und Historiker                            | 38    |       |
| 8. Dezember  | Saul Ascher                              | deutscher Schriftsteller                                                         | 55    |       |
| 8. Dezember  | Michael Leib                             | US-amerikanischer Politiker                                                      | 62    |       |
| 9. Dezember  | Karl Wachter                             | deutscher katholischer Geistlicher und Professor für Kirchenrecht                | 58    |       |
| 13. Dezember | Tommaso Conca                            | italienischer Maler des Klassizismus                                             | 87    |       |
| 13. Dezember | Franz Xaver Gebauer                      | deutscher Komponist, Dirigent und Chorleiter                                     |       |       |
| 17. Dezember | Johann Valentin Meidinger                | deutscher Romanist und Lehrbuchautor                                             | 66    |       |
| 19. Dezember | Sebastian von Maillard                   | österreichischer kaiserlicher Feldmarschallleutnant                              | 76    |       |
| 23. Dezember | Frei Galvão                              | brasilianischer Franziskaner und Heiliger der römisch-katholischen Kirche        |       |       |
| 23. Dezember | Friedrich Senfft von Pilsach             | königlich-sächsischer Generalmajor                                               | 81    |       |
| 24. Dezember | Giovanni Francesco Guerrieri             | italienischer Diplomat des Heiligen Stuhls, Kurienbischof und Bischof von Rimini | 69    |       |
| 25. Dezember | Karl Friedrich Bernhard Helmuth von Hobe | preußischer Generalleutnant                                                      | 57    |       |
| 26. Dezember | Hermann Christoph Gottfried Demme        | deutscher Kanzelredner und Schriftsteller                                        | 62    |       |
| 29. Dezember | Albert Christoph Dies                    | deutscher Maler und Radierer                                                     | 67    |       |
| 29. Dezember | Peter Duka von Kádár                     | österreichischer Offizier (Feldzeugmeister)                                      |       |       |
| 31. Dezember | Gideon Granger                           | US-amerikanischer Politiker                                                      | 55    |       |

## Datum unbekannt
| Tag | Name                                 | Beruf, bekannt als                                                                          | Alter | Beleg |
| --- | ------------------------------------ | ------------------------------------------------------------------------------------------- | ----- | ----- |
|     | Vasile Aaron                         | rumänischer Dichter                                                                         |       |       |
|     | Francisco Montalvo y Ambulodi        | spanischer Offizier und Kolonialverwalter                                                   |       |       |
|     | Heinrich Becker                      | deutscher Schauspieler und Regisseur                                                        |       |       |
|     | Bruno Blanchet                       | Präsident von Haiti                                                                         |       |       |
|     | Marc Marie Marquis de Bombelles      | französischer Diplomat und Bischof                                                          |       |       |
|     | Jean-Jacques Castex                  | französischer Bildhauer                                                                     |       |       |
|     | Wilhelm Deny                         | deutscher Theaterschauspieler                                                               |       |       |
|     | Peter Durand                         | britischer Händler und Entwickler der Konservendose                                         |       |       |
|     | Francisco Javier de Elío             | Gouverneur von Montevideo und letzter Vizekönig von Rio de la Plata                         |       |       |
|     | Simon François Gay de Vernon         | französischer Pionier-Offizier, Baron d'Empire, Professor für Festungsbau                   |       |       |
|     | Hồ Xuân Hương                        | vietnamesische Dichterin                                                                    |       |       |
|     | Friedrich Wilhelm von Kleist         | preußischer Oberst und Träger des Ordens pour le merite                                     |       |       |
|     | Peter Theodor von Leveling           | deutscher Mediziner                                                                         |       |       |
|     | Gottlob Dietrich Miller              | deutscher Jurist                                                                            |       |       |
|     | Johann Jakob Motz                    | deutscher Oberamtmann und Stadtschultheiß                                                   |       |       |
|     | Jan Nieser                           | ghanaischer Mulatte, Händler                                                                |       |       |
|     | Emmanuel Marie Louis de Noailles     | französischer Diplomat                                                                      |       |       |
|     | Francisco Novella                    | Vizekönig von Neuspanien                                                                    |       |       |
|     | Sophie Potocka                       | eine wegen ihrer Schönheit berühmte Frau, der dritte Ehemann war der polnische Graf Potocki |       |       |
|     | Henry Procter                        | britischer Offizier                                                                         |       |       |
|     | Luigi Rusca                          | Schweizer Architekt                                                                         |       |       |
|     | Christian Friedrich Scharnweber      | preußischer Beamter                                                                         |       |       |
|     | Simon Georg Sina der Ältere          | griechisch-österreichischer Kaufmann                                                        |       |       |
|     | Mulai Sulaiman                       | Sultan der Alawiden in Marokko                                                              |       |       |
|     | José Francisco Velásquez der Jüngere | venezolanischer Komponist                                                                   |       |       |
|     | Veli Pascha von Morea                | osmanischer Staatsmann                                                                      |       |       |
|     | Ferdinand Venetz                     | Schweizer Militärführer                                                                     |       |       |
|     | Giovanni Battista Venturi            | italienischer Physiker                                                                      |       |       |
|     | Moritz Heinrich von Weiher           | deutscher Gutsbesitzer und Landrat                                                          |       |       |